# William Stubbs
William Stubbs, född den 21 juni 1825 i Knaresborough, död den 22 april 1901 i Cuddesdon utanför Oxford, var en engelsk historiker och biskop.

## Biografi
Stubbs blev 1848 fellow vid Trinity College i Oxford och prästvigdes 1850. Till 1866 var han komminister (vicar) i Navestock i Essex och förvärvade under denna tid enastående grundliga kunskaper i engelsk medeltidshistoria. Han utgav 1858 en samling engelska biskopslängder, Registrum sacrum anglicanum (2:a upplagan 1897), och ägnade sig från 1863 åt utgivandet av medeltida historiska urkunder och krönikor för Rolls Series. Bland hans många editionsarbeten märks dessa 19 volymer Chronicles and memorials, kritiska mönstereditioner, försedda med utmärkta historiska inledningar, som föreligger samlade i Historical introductions to the Rolls series (1902). Av stort värde för akademiska studier är hans källskriftsamling Select charters and other illustrations of english constitutional history (1870; 8:e upplagan 1895). Stubbs blev 1866 Goldwin Smiths efterträdare som professor i modern historia vid Oxfords universitet och gav genom sin forskning och sin lärarverksamhet en helt ny riktning åt medeltidsstudiet i England. År 1879 hade han blivit kanik vid Saint Paul's Cathedral i London och blev biskop 1884 av Chester stift samt 1888 av Oxfords stift. Verner Söderberg skriver i Nordisk familjebok: "Som biskop var S. strängt högkyrklig, i det personliga umgänget vänlig och gladlynt." 
Stubbs främsta arbete är den banbrytande och grundläggande Constitutional history of England (3 band, 1873-78; går till 1485). Genom senare forskningar av Stubbs lärjungar, som Frederic William Maitland, John Horace Round, Paul Vinogradoff med flera, blev särskilt första delen (från äldsta tiden till 1215) på flera punkter snabbt föråldrad; den utgavs 1907 i fransk översättning med kritiska tillägg av Charles Petit-Dutaillis, och forskningens framsteg påvisades även av Walter Eustace Rhodes i Studies and notes supplementary to Stubbs's Constitutional history (1908). Stubbs stora anseende som historiker vilar främst på detta arbete och inledningarna till hans krönikeeditioner. Han utgav även Seventeen lectures on the study of mediæval and modern history (1886; 3:e tillökade upplagan 1900), och av hans akademiska föreläsningar utgavs, tyvärr rätt bristfälligt, efter hans död Lectures on european history (1904), Lectures on early english history (1906), Germany in the middle ages 476-1250 (1908) och Germany in the later middle ages 1250-1500 (samma år). Bibliografi över hans arbeten finns i William Holden Huttons The letters of William Stubbs, bishop of Oxford (1907).